# Luchthaven Nojabrsk
Luchthaven Nojabrsk (Russisch: Аэропорт Ноябрьск) is een luchthaven op ongeveer 6 kilometer ten westen van de stad Nojabrsk in het noorden van West-Siberië. De luchthaven ligt binnen het district Poerovski in het Russische autonome district Jamalië en is geschikt voor kleine vliegtuigen. De luchthaven vormt een van de tussenstations van luchtvaartmaatschappij UT Air.